# قسموس باسيفيكي
قسموس باسيفيكي (الاسم العلمي:Cosmos pacificus) هو نوع من النباتات يتبع جنس القسموس من الفصيلة النجمية.